# Skudenes kommun
Skudenes kommun (norska: Skudenes kommune) var en kommun i Rogaland fylke i sydvästra Norge. Tätorten Skudeneshamn utgjorde kommunens centralort.

## Administrativ historik
Skudenes kommun upprättades den 1 januari 1838 (som Skudesnæs formannskapsdistrikt) när Formannskapslovene från 1837 trädde i kraft. Kommunen omfattade då den södra delen av nuvarande Karmøy kommun samt hela nuvarande Bokns kommun.
1849 bröts Bokns kommun ut ur kommunen som då minskade från 6 079 invånare före delningen till 5 044 invånare efter.
Den 10 februari 1858 bröts Skudeneshamns kommun ut ur kommunen som då minskade från 6 253 invånare före delningen till 5 044 invånare efter.
Den 1 januari 1892 bröts Åkra kommun ut ur kommunen som då minskade från 4 694 invånare före delningen till 2 732 invånare efter. Den återstående delen omfattade ett område i den södra delen av nuvarande Karmøy kommun.
Den 1 januari 1965 gick Skudenes kommun, tillsammans med kommunerna Kopervik, Skudeneshamn, Stangaland och Åkra, samt delar av kommunerna Avaldsnes och Torvastad, upp i den då nybildade Karmøy kommun. Kommunens hade då 3 583 invånare.

## Bilder

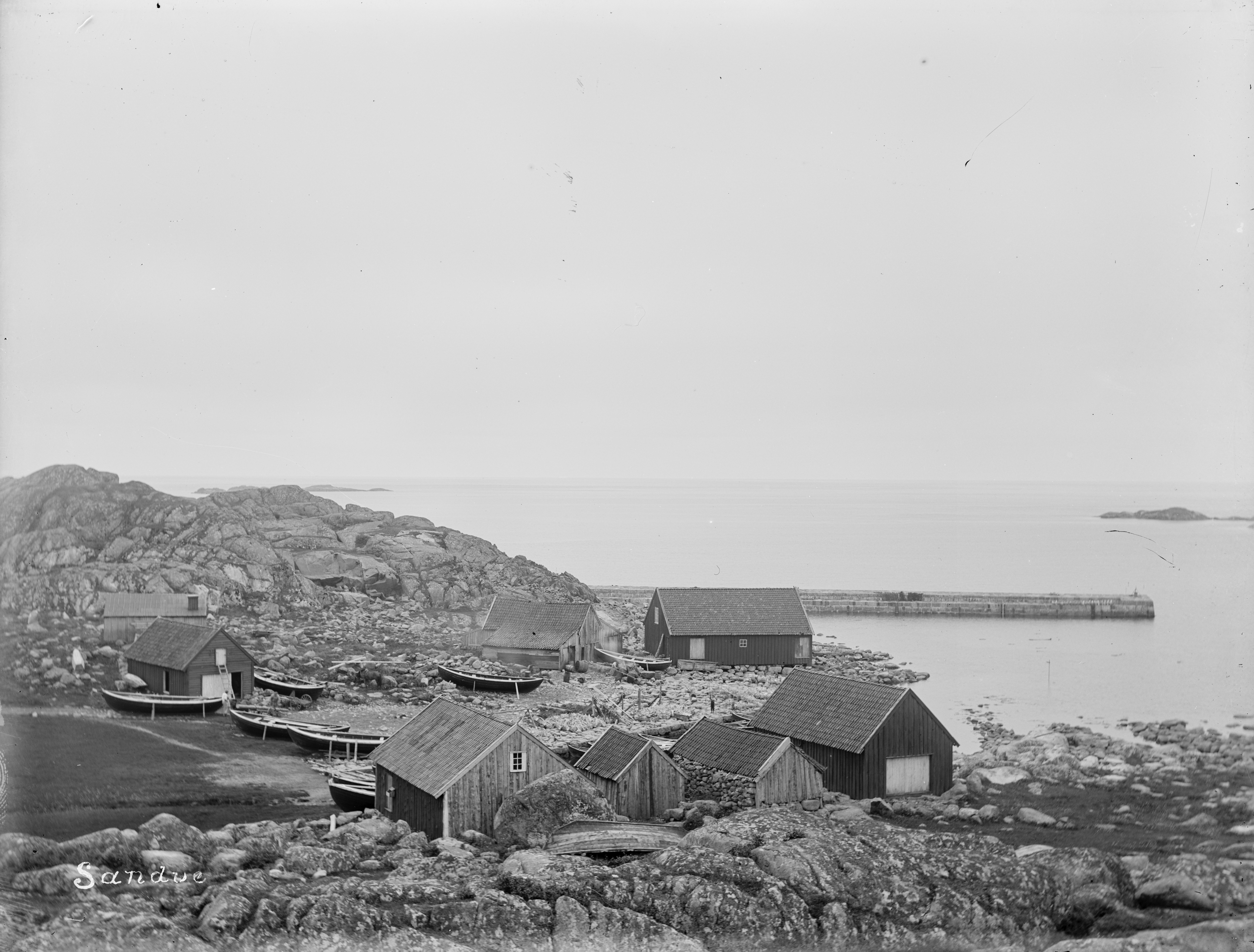
Sandve.
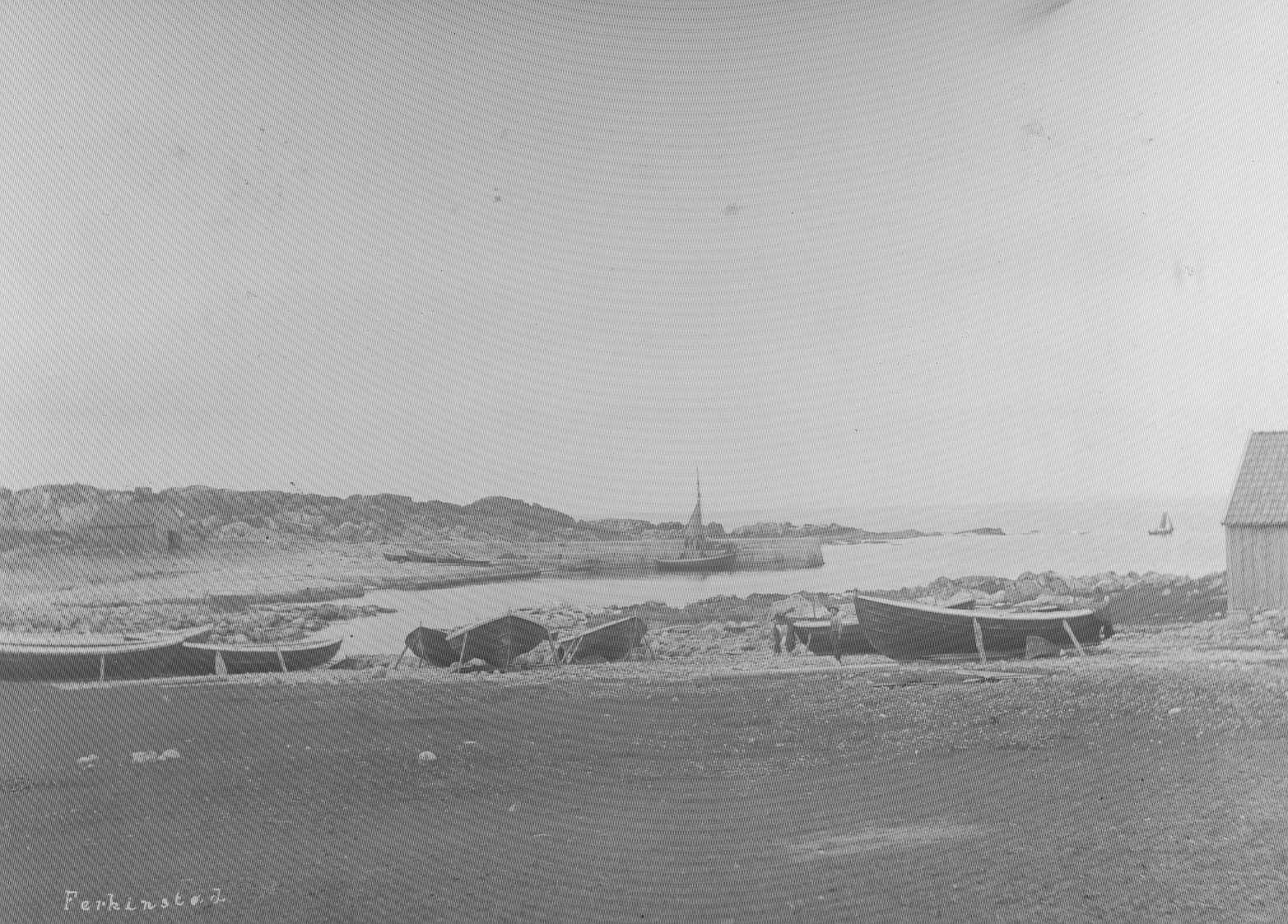
Ferkingstad.